# Banco Minero del Perú
El Banco Minero del Perú fue un banco peruano creado en 1942 con la finalidad de promover el desarrollo de la pequeña y mediana minería. 
Fue creado mediante Ley N° 9157 del 24 de julio de 1940 promulgada por el presidente Manuel Prado Ugarteche. Luego de que por Ley N° 8055, del 11 de marzo de 1935, el Congreso Constituyente autorizara al Poder Ejecutivo a promulgarla.
En sus primeros diez años impulsó la minería del carbón en las cuencas de los ríos Santa y Huaura, y a la minería metálica en Hualgayoc, Castrovirreyna, Huachocolpa, Morococha y Tonsuyoc mediante la inversión en plantas concentradoras, carreteras, puertos, líneas de conducción eléctrica, depósitos para el acopio de minerales y concentrados. El Banco administró estas instalaciones hasta aproximadamente 1970 cuando transfirió sus plantas e instalaciones a la actividad privada. A partir de 1970 y hasta 1991 amplió sus actividades con oficinas técnicas, de comercialización, y bancarias, en las capitales de provincias más importantes y representativas en la minería. En esta misma época debido al monopolio que le fue asignado en la compra y venta de metales preciosos, coincidente con el repunte de los precios del oro, efectuó importantes reconocimientos por oro aluvial a lo largo de todo el Perú. En sus últimos diez años se reorientó nuevamente a la promoción de la pequeña minería polimetálica y estableció no menos de 15 nuevas plantas de beneficio en diferentes distritos mineros. Su cuerpo técnico participó en todos estos años efectuando estudios geológicos mineros y las valorizaciones de minas y proyectos complementarios que fueron necesarios para efectuar sus propias inversiones y para otorgar financiación a la industria minera privada nacional.
En 1992 durante el gobierno de Alberto Fujimori se emitió el Decreto Ley N° 25478 que declaró al Banco Minero junto con los bancos de Fomento Agrario, Industrial y de Vivienda en estado de disolución. Su proceso de liquidación culminó en el año 2008.